# Nagler-Rolz NR 54
Die Nagler-Rolz NR 54 war der erste faltbare und tragbare Kleinsthubschrauber in Deutschland. Die beiden Argus-Motoren an den Rotorblättern trieben kleine Propeller (Durchmesser 58 cm) an, deren Schub den Rotor in Drehung versetzte. Es war kein Drehmomentausgleich z. B. durch einen Heckrotor nötig. Es wurden vier Apparate gebaut und erprobt.

## Geschichte
Der Österreicher Bruno Nagler arbeitete anfänglich als Mitarbeiter von Raoul Hafner in England an Tragschraubern. 1935 kehrte er nach Österreich zurück und schloss sich mit Franz Rolz zusammen, um ultraleichte Hubschrauber zu entwickeln. Dazu gründeten sie das Unternehmen Nagler-Rolz-Flugzeugbau mit Werkstätten in der Nähe von Wien. Die Arbeiten führten in den ersten Kriegsjahren zum Erfolg. Es wurden zwei einsitzige Kleinsthubschrauber, NR 54 (1941) und NR 55 (1940) entwickelt, jedoch führte nur der zuletzt fertiggestellte NR 54 tatsächlich Freiflüge durch.

## Konstruktion
Die NR 54 bestand im Prinzip aus einem Dreibeingestell mit einem darüber angebrachten Drehflügel. Die Erstausführung V1 besaß einen Einblattrotor mit 3965 mm Länge. Am anderen Ende saß als Gegengewicht ein 24-PS-Motor, der zwei gegenläufige Luftschrauben antrieb, die in 3 m Abstand zur Drehachse am Rotorblatt angebracht waren. Diese Anordnung erwies sich jedoch als nicht vorteilhaft und das Gerät flog nicht. Da die Leermasse 80 kg betrug, wurde das Gerät zudem als zu schwer für einen „Rucksackhubschrauber“ angesehen, außerdem bereitete die Kraftstoffversorgung Schwierigkeiten, da Motor und Vergaser getrennt angeordnet waren.
Bei der V2 wurde der Einblattrotor durch einen normalen Zweiblattrotor von 7,92 m Durchmesser ersetzt. Auf jedem Rotorblatt war in einem Abstand von 1,5 m zur Drehachse jeweils ein 8-PS-Argus-Motor mit einer Luftschraube angebracht. Die nutzbare Länge der 30 cm tiefen Rotorblätter reduzierte sich dadurch auf jeweils 2,50 m. Diese Anordnung bewährte sich jedoch; bei einer zulässigen Abflugmasse von 140 kg wog das Gerät leer lediglich 36,5 kg. Die Sinkgeschwindigkeit sollte in der Autorotation unter 4,8 m/s und bei Ausfall eines Motors unter 1,2 m/s bleiben.

## Technische Daten
| Kenngröße             | Nagler-Rolz NR 54 V2                   |
| --------------------- | -------------------------------------- |
| Besatzung             | 1                                      |
| Länge                 | 2,42 m                                 |
| Rotordurchmesser      | 7,92 m                                 |
| Leermasse             | 36,5 kg                                |
| Startmasse            | 140 kg                                 |
| Antrieb               | 2 × Argus Z.F.140 mit je 5,9 kW (8 PS) |
| Höchstgeschwindigkeit | 80 km/h                                |
| Reichweite            | 50 km                                  |
| Gipfelhöhe            | 457 m                                  |